# Manoir de la Font-Haute
Le manoir de la Font-Haute, ou château de la Font-Haute, est une demeure du XVIe siècle située à Cazoulès, dans le Périgord noir en France. 
Il est inscrit depuis 1977 au titre des monuments historiques.